# سعود (اسم)
أصل أسم سُعود أو سَعُود عربي، و هو اسم علم مذكر عربي، وهو جمع سَعد، بمعنى: الحظوظ السعيدة. وسعود كذلك: عشرة كواكب يقال لها واحد منها «سعد». وإذا فتحوا السين صار المعنى مبالغاً بالسعادة.
وله انتشار في العالم العربي و بالذات في الجزيرة العربية و منطقة الخليج العربي .

## الشخصيات
- سعود بن محمد آل مقرن ولد في النصف الأخير من القرن 17 و مات في بداية القرن 18 و هو من نجد و حكم الدرعية و جاء من ذريته أسرة آل سعود الملكية و إليه تٌنْسَب.
- سعود بن فيصل بن عبد العزيز آل سعود.
- سعود الكبير بن عبد العزيز بن محمد آل سعود ثالث أئمة الدولة السعودية الأولى.
- سعود بن عبد العزيز آل سعود ثاني ملوك المملكة العربية السعودية.
- سعود بن نايف بن عبد العزيز آل سعود.
- سعود بن سلمان بن عبد العزيز آل سعود.
- سعود بن عبدالعزيز الرشيد.
- سعود بن محمد بن عبد العزيز آل سعود.
- سعود بن فيصل بن تركي آل سعود.
- سعود بن إبراهيم الشريم إمام الحرم المكي الشريف.
- سعود عبد الحميد.
- سعود السنعوسي.